# Pardaliscella boecki
Pardaliscella boecki är en kräftdjursart som först beskrevs av Malm 1871.  Pardaliscella boecki ingår i släktet Pardaliscella, och familjen Pardaliscidae. Arten är reproducerande i Sverige.